# مصطفى العروسي
مصطفى بن محمد بن أحمد بن موسى بن داود العروسي (1798- 1876) هو الإمام العشرون في سلسلة شيوخ الجامع الأزهر. ينتمي إلى أسرة العروسي، وهو ابن الإمام الرابع عشر محمد بن أحمد العروسي وحفيد الإمام الحادي عشر أحمد بن موسى بن داود أبو الصلاح العروسى.

## نشأته وتعليمه
نشأ الشيخ مصطفى العروسي في بيت علم، وحفظ القرآن على يد والده الإمام محمد بن أحمد العروسي شيخ الجامع الأزهر والتحق بالأزهر وتعلم على أيدي كبار العلماء ومنهم الشيخ إبراهيم الباجوري والشيخ أحمد بن عبد الجواد السفطي والشيخ حسن القويسني وكلهم كانوا من مشايخ الأزهر الشريف ومن كان هؤلاء شيوخه فلا بد أن يكون لدية غزير المعرفة وسعة العلم .

## توليه المشيخة
لما أضعف المرض الإمام إبراهيم الباجوري واقعدة نظراً لتقدمه في السن، صدر القرار بإنابة أربعة وكلاء عنه في القيام بشؤون الأزهر، وكان يرأسهم الشيخ مصطفى العروسي، وما إن توفي الشيخ الباجوري حتى تولى الشيخ العروسي المشيخة سنة 1281 هـ/ 1864 م، كما تولاها من قبل أبوه وجده.

## عزله
في سنة 1287 هـ/ 1870 م أصدر الخديوي إسماعيل ـ لأول مرة في تاريخ مشيخة الأزهر ـ قراراً بعزل الشيخ العروسي من المشيخة دون أن يبدي الأسباب، وقد عزا البعض قرار العزل إلى خوف الخديوي من قوة الشيخ أن يقوم بثورة ضد الخديوي بعد أن ساءت الأحوال المعيشية في عهده بينما كان الخديوي يعيش حياة مترفة.

## مؤلفاته
كان للشيخ العروسى العديد والعديد من المؤلفات تركها لنا لننتفع بها ومنها :
1. حاشية على شرح الشيخ زكريا الأنصاري للرسالة القشيرية في التصوف في أربعة أجزاء.[5]
2. كشف الغمَّة وتقييد معاني أدعية سيد الأمة.
3. القول الفصل في مذهب ذوي الفضل.
4. العقود الفرائد في بيان معاني القصائد.
5. مسائل أحكام المفاكهات في أنواع الفنون المتفرقات[6]
6. الأنوار البهية.
7. الفوائد المستحسنة.
8. الهداية بالولاية فيما يتعلق بقوله تعالى " وَمَا أرْسَلْنَا قَبْلَكَ مِنْ رسُولٍ ولا نَبيٍّ ".

## وفاته
توفي الشيخ مصطفى العروسي ضحى يوم الجمعة 9 جمادى الأولى سنة 1293 هـ / 3 يونيو 1876م بعد أن عاش ستة سنوات في منزله في ألم نفسي ومرض بعد الأحداث الظالمة التي حدثت له وهو الشيخ الجليل صاحب النفس العظيمة والهمة العالية وزاد من معانتة وطأة المرض وإنزوت نفسه.
كان عزاؤة في الصبر والسلوان وفوض أمره إلى رب العباد ومسير شئون الكون. وقد صمتت المصادر عن ذكر اليوم الذي لقي فيه ربه، سوى أنه توفي في سنة 1293 هـ - 1876 م، ولم يذكر التاريخ أين دفن وهل صُلِّيَ عليه في الأزهر وأجريت له المراسم المعتادة على أساس أن عزله كان ظلمًا وبدون سبب، لكن حسبنا أن كل ذلك مدَّخرٌ له عند الذي لا تضيع عنده الودائع، ولا يضيع أجر من أحسن عملا، فسلام على الشيخ العروسي يوم مولده ويوم موته ويوم يبعث حيَّا، وحشره مع الصديقين والشهداء والصالحين وحسن أولئك رفيقًا.